# Bohdan-Ihor Antonytch
Bohdan-Ihor Antonytch (en ukrainien : Богдан-Ігор Антонич), né le 5 octobre 1909 à Novytsia et mort le 6 juillet 1937 à Lviv, est un poète, romancier, et critique littéraire lemko.

## Biographie
Bohdan-Ihor Antonytch nait le 5 octobre 1909 dans le village de Novytsia (aujourd'hui Nowica, en Pologne) dans la famille d'un prêtre catholique grec.
L'enfance du poète se passa pendant la Première Guerre mondiale. À cette époque-là, la famille dut souvent déménager. Les Antonytch habitèrent à Vienne, puis à Tcherniavchyni en Tchécoslovaquie.
Antonytch reçut son éducation primaire chez lui, et de 1920 à 1928 il fit ses études au gymnase qui portait le nom de la reine Sofia à Sanok.
Ensuite, Bohdan-Ihor Antonytch devint étudiant à la Faculté de philosophie de l'Université de Lviv. En plus de ses études universitaires, il  participa à la vie sociale et littéraire de la ville : il  fut membre du groupe d'étudiants ukrainiens dans la section scientifique de la société « Les partisans de l'éducation ». L'acquisition de la langue littéraire ukrainienne était une étape importante dans sa formation culturelle, nationale et personnelle. Bohdan-Ihor prit connaissance des œuvres de P. Tetchina, M. Rylsky, E. Ploujnyk. Il avait déjà commencé à composer des vers durant son enfance et il continua cela durant ses années à l'université. Il fit la première lecture de ses œuvres en 1929, en tant que membre de la Société des étudiants ukrainiens. La première publication de la poésie d’Antonytch se fit en 1931 dans la revue Voggni. Plus tard, il publia activement ses œuvres dans des périodiques.

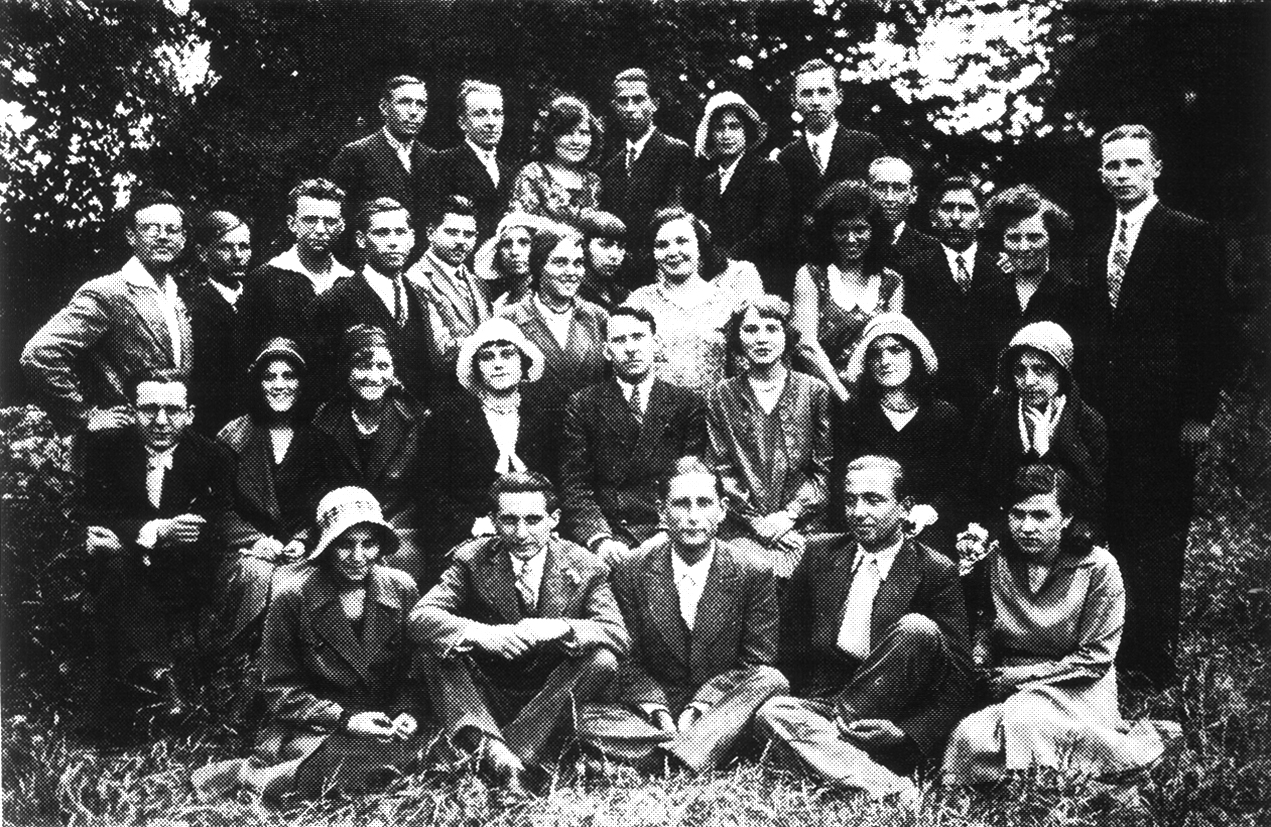
Pendant un cursus estudiantin

En 1933, Antonytch finit ses études à l'université en obtenant une maîtrise de philosophie et de philologie polonaise. Il connaissait plusieurs langues, comme l'ancien slave, l'anglais et l'allemand. La période suivante de la vie d’Anhonytch fut extrêmement fructueuse sur le plan créatif. Il publia ses poèmes dans les revues Notre culture et Nous. Il se produisait avec des articles sur des thèmes artistiques et littéraires, et participait à l'édition des magazines Dajbog et Carbi.
La principale réalisation créative d’Antonytch est la poésie. Durant sa vie, il publia le livre Bienvenue à la vie (1931), Trois Anneaux (1934), Livre du Lion (1936). Les livres Évangile vert (1938) et Rotation (1938) furent publiés à titre posthume. 
Bohdan Ihor Antonytch décéda le 6 juillet 1937, à 28 ans.